# الديابات (الصويرة)

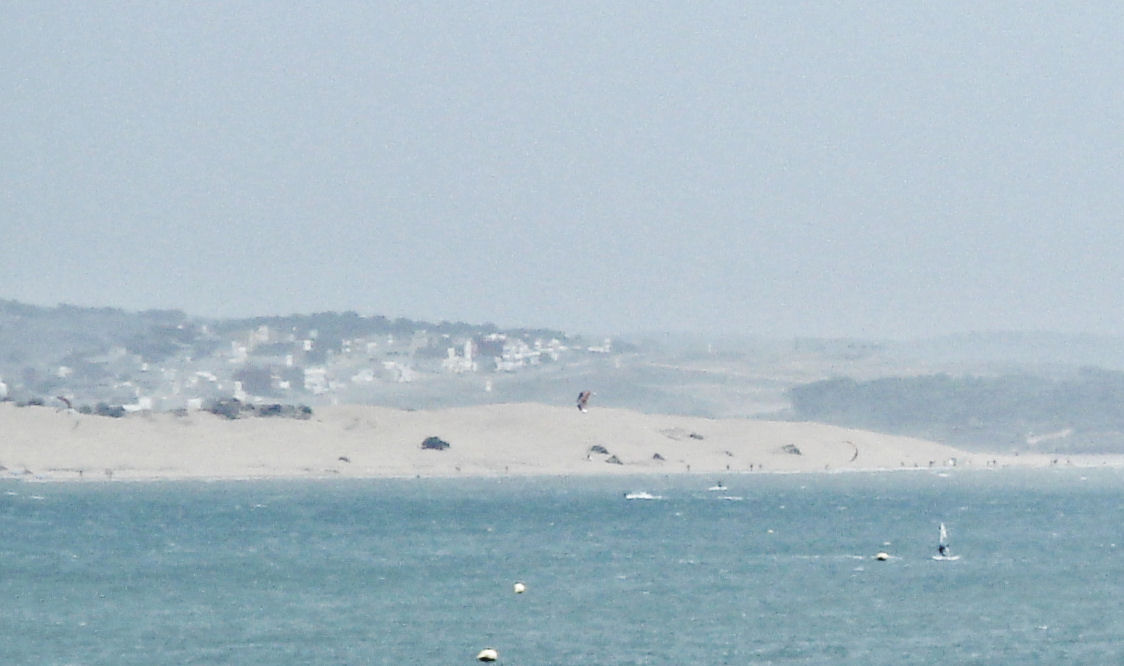
قرية ديابات في الصويرة من الشمال

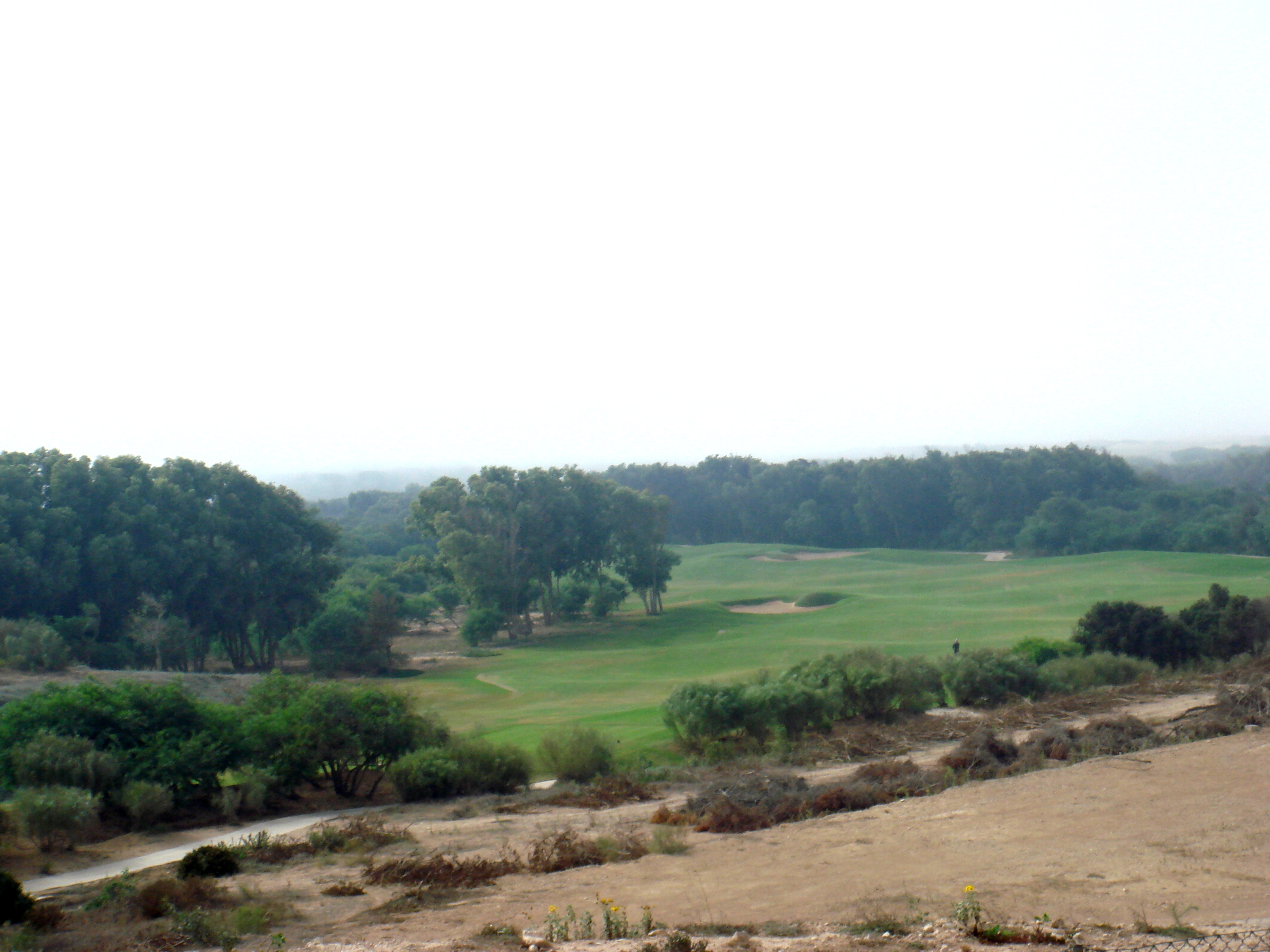
ملعب الغولف الجديد امام ديابات (قيد الإنشاء).

ديابات هي قرية تقع في غرب المغرب بالقرب من ساحل المحيط الأطلسي على بعد حوالي خمسة كيلومترات جنوب مدينة الصويرة.

## برج البارود
كان برج البارود يستعمل لمراقبة المدينة ويقع إلى جنوب مصب واد القصب على بعد كيلومتر واحد غرب ديابات.